# جامعة أثينا
جامعة أثينا هي جامعة حكومية مقرها ضاحية زوغرافو بالعاصمة اليونانية أثينا. أنشئت سنة 1837، وظلت تعمل منذ ذلك الحين، وهي بذلك أقدم مؤسسة للتعليم العالي في الدولة اليونانية الحديثة، وأول جامعة معاصرة في منطقة شرق المتوسط.
تعد جامعة أثينا اليوم واحدة من أكبر جامعات أوروبا من حيث عدد الدارسين الملتحقين بها، إذ بلغ عدد الطلبة المسجلين بها 104 ألف طالب سنة 2014، وقد احتلت الجامعة المرتبة بين 510 و550 في قائمة أفضل جامعات العالم حسب تصنيف الجامعات العالمي QS.

## خريجون بارزون

### سياسيون
تلقى 15 من رؤساء وزراء اليونان وثلاثة من رؤساء الجمهورية تعليمهم في جامعة أثينا، ومن أبرزهم خاريلاوس تريكوبيس وإلفثيريوس فينيزيلوس وابنه جورجيوس باباندريو وابنه أندرياس وكارولوس بابولياس وفاسيليكي ثانو-كريستوفيلو، كما تلقى الملك قسطنطين الثاني (آخر ملوك اليونان) والرئيس القبرصي نيكوس أناستاسيادس أيضًا تعليمهما في الجامعة.
كما تعلّم في جامعة أثينا سياسيون يونانيون وقبارصة آخرون، من أبرزهم درة باكويانيس وفوفي جينيماتا.

### علماء
- جورجيوس بابانيكولاو

### أدباء
- جيورجيوس سفريس: شاعر، حصل على جائزة نوبل في الأدب سنة 1963.[6]
- أوديسو إليتيس: شاعر، حصل على جائزة نوبل في الأدب سنة 1979. تلقى تعليمه في الجامعة لكنه لم يستكمله.[7]
- نيكوس كازانتزاكيس

## وصلات خارجية
- الموقع الرسمي